# Imachów
Imachów – nieoficjalna nazwa części wsi Kochcice w województwie śląskim, powiecie lublinieckim, gminie Kochanowice.
Miejscowość leży na północ od Lublińca.